# 北千里光
北千里光（学名：Senecio dubitabilis）是菊科千里光属的植物。分布于俄罗斯、蒙古、巴基斯坦、哈萨克斯坦、印度以及中国大陆的西藏、青海、河北、陕西、甘肃、新疆等地，生长于海拔2,000米至4,800米的地区，多生长在砂石处和田边，目前尚未由人工引种栽培。

## 异名
- Senecio dubius Ledeb. nom. illigit.